# Daily News (Angleterre)
Le Daily News est un journal quotidien anglais à vocation libérale qui a été publié de 1846 à 1930.

## Histoire
Le Daily News a été fondé en 1845 par Charles Dickens pour concurrencer le Morning Chronicle, journal d'opposition qui sera suspendu à partir du 21 décembre 1862. Il est alors dirigé par d'anciens collaborateurs de Charles Dickens, entre autres John Forster et George Hogarth, W. H. Wills, Mark Lemon et Douglas Jerrold.
Charles Dickens en devint brièvement le rédacteur en chef avec pour rémunération la substantielle somme de 2 000 £ annuelle, alors qu'il travaillait déjà à la rédaction de son roman David Copperfield. Il ne passera en réalité que dix-sept jours à la tête du Daily News. En 1836, il démissionne de son poste de reporter au Morning Chronicle après n'y être resté que deux ans.
Le premier numéro – huit pages – est publié le 21 janvier 1846. Dickens a écrit l’article de tête, qui définit la politique éditoriale, faite des principes « de progrès et d’avancement », qui « porteront sur l’éducation, les libertés civiles et religieuses, sur des lois d’égalité ».
Le 13 mai 1912, le Daily News est fusionné avec le Morning Leader, devenant le Daily News and Leader (OCLC 233166097). En 1928, il fusionne avec la Westminster Gazette, puis le 2 juin 1930 avec le Daily Chronicle, donnant naissance au journal de centre-gauche News Chronicle.